# Liste der Biosphärenreservate in Asien
Auf dieser Seite sind nach Staaten geordnet die Stätten in dem Kontinent Asien aufgelistet, die von der UNESCO im Rahmen des Programms Man and the Biosphere (MAB, Der Mensch und die Biosphäre) als Biosphärenreservat anerkannt wurden.
Die Zahl am Anfang jeder Zeile bezeichnet das Jahr der Anerkennung der Stätte als UNESCO-Biosphärenreservat.

## Volksrepublik China
- 1979 – Changbai-Gebirge
- 1979 – Dinghushan
- 1979 – Wolong
- 1986 – Fanjingshan
- 1987 – Xilin Gol
- 1987 – Wuyi-Gebirge
- 1990 – Bogeda
- 1990 – Shennongjia
- 1992 – Yancheng
- 1993 – Xishuangbanna
- 1996 – Maolan
- 1996 – Tianmushan
- 1997 – Fenglin
- 1997 – Jiuzhaigou
- 1997 – Nanji-Inseln
- 2000 – Shankou Mangrove
- 2000 – Baishuijiang
- 2000 – Gaoligong-Berge
- 2000 – Huanglong
- 2001 – Baotianman
- 2001 – Saihan Wula
- 2002 – Hulun-See
- 2003 – Wudalianchi
- 2003 – Yading
- 2004 – Foping
- 2004 – Qomolangma
- 2007 – Chebaling
- 2007 – Xingkai-See
- 2009 – Mao′er-Gebirge
- 2012 – Jinggangshan
- 2012 – Niubeiliang
- 2013 – Snake Island-Laotie Mountain
- 2015 – Hanma
- 2018 – Huangshan

## Indien
- Nilgiri (2000)
- Golf von Mannar (2001)
- Sundarbans (2001)
- Nanda Devi (2004)
- Nokrek (2009)
- Pachmarhi (2009)
- Similipal (2009)
- Achnakmar-Amarkantak (2012)
- Groß Nikobar (2013)
- Agasthyamala (2016)
- Kangchendzönga (2018)

## Indonesien
- Cibodas (1977)
- Komodo (1977)
- Lore Lindu (1977)
- Tanjung Puting (1977)
- Gunung Leuser (1981)
- Siberut (1981)
- Kiam Siak Kecil - Bukit Batu (2009)
- Wakatobi (2012)
- Bromo Tengger Semeru-Arjuno (2015)
- Taka Bone Rate – Salajarinseln (2015)
- Belambangan (2016)
- Berbak-Sembilang (2018)
- Betung Kerihun Danau Sentarum Kapuas Hulu (2018)
- Rinjani-Lombok (2018)
- SAMOTA (2019)
- Togean Tojo Una-Una (2019)

## Iran
- Arasbaran (1976)
- Arjan (1976)
- Geno (1976)
- Golestan (1976)
- Hara (1976)
- Kawir (1976)
- Urmiasee (1976)
- Miankaleh (1976)
- Touran (1976)
- Dena (2010)
- Tang-e-Sayad und Sabzkuh (2015)
- Hamoun (2016)
- Kopet-Dag (2018)

## Israel
- Karmel (1996)
- Megiddo (2005)

## Japan
- Berg Hakusan (1980, vergrößert 2016)
- Berge Odaigahara, Omine und Osugidani (1980, 2016 erweitert und umbenannt)
- Shiga-Hochland (1980, vergrößert 2014)
- Yakushima und Kuchinoerabu-jima Inseln (1980, 2016 vergrößert und umbenannt)
- Aya (2012)
- Minami-Alpen (2014)
- Tadami (2014)
- Sobo, Katamuki und Okue (2017)
- Minakami (2017)
- Kobushi (2019)

## Jemen
- Bura’a (2011)

## Jordanien
- Dana (1998)
- Mudschib (2011)

## Kambodscha
- Tonle Sap (1997)

## Kasachstan
- Korgalzhyn Naturreservat (2012)
- Alaköl (2013)
- Katon-Karagay (2014; 2017 zusammen mit Russland)
- Ak-Zhayik (2014)
- Aksu-Zhabagly (2015)
- Aksu-Zhabagly (2015)
- Barsakelmes (2016)
- Altyn Emel (2017)
- Karatau (2017)
- Scharyn (2018)
- Zhongar (2018)

## Katar
- Al Reem (2007)

## Kirgisistan
- Sary-Tschelek (1978)
- Yssykköl (2001)

## Libanon
- Schuf (2005)
- Dschabal Al Rihane (2007)
- Dschabal Mussa (2009)

## Malaysia
- Tasik Chini (2009)
- Crocker-Range (2014)

## Malediven
- Baa Atoll (2011)

## Mongolei
- Great Gobi (1990)
- Bogd Khan Uul (1996)
- Uws-Nuur-Becken (1997)
- Chustain Nuruu (2002)
- Dornod Mongol (2005)
- Mongol Daguur (2007)

## Myanmar
- Inlesee (2015)
- Indawgyi-See (2017)

## Nordkorea
- Mount Paekdu  (1989)
- Mount Kuwol (2004)
- Mount Myohyang (2009)
- Berg Chilbo (2014)
- Kumgang-Berg (2018)

## Pakistan
- Lal Suhanra (1977)
- Wacholderwald von Ziarat (2013)

## Philippinen
- Puerto Galera (1977)
- Palawan (1990)
- Albay (2016)

## Russland
- Kaukasus (1978; Kawkasski)
- Sichote-Alin (1978; Sichote-Alinski)
- Kronozki (1984)
- Sajano-Schuschenskoje (1984; Sajano-Schuschenski)
- Sochondo (1984; Sochondinski)
- Baikal (1986, bis einschließlich Bargusin-Naturreservat; Baikalski)
- Zentralsibirien (1986; Zentralnosibirski)
- Taimyr (1995; Taimyrski)
- Uws-Nuur-Becken (1997; Ubsunurskaja kotlowina)
- Daurien (1997; Daurski)
- Teberda (1997; Teberdinski)
- Katun (2000; Katunski; 2017 zusammen mit Kasachstan)
- Bargusin (2000 als eigenständig ausgegliedert, seit 1986 als Teil des Baikal-Biosphärenreservates; Bargusinski)
- Wissim (2001; Wissimski)
- Kommandeurinseln (2002; Kommandorskije ostrowa)
- Fernöstliches Meeres-Naturreservat (2003; Dalnewostotschny morskoi)
- Kedrowaja Pad (2004)
- Chanka (2005; Chankaiski)
- Altai (2009; Altaiski)
- Baskirskiyi Ural (2012)
- Chakassien (2017)
- Uralgebirge (2018)

Anmerkung: Falls abweichend, steht in Klammern nach dem Jahr der Einrichtung die Transkription der jeweiligen russischen Bezeichnung.

## Sri Lanka
- Hurulu (1977)
- Sinharaja Forest (1978)
- Kanneliya-Dediyagala-Nakiyadeniya (2004)
- Bundala (2005)

## Südkorea
- Mount Sorak (1982)
- Jeju-Insel (2002, 2019 erweitert)
- Shinan Dadohae (2009)
- Gwangneung Forest (2010)
- Gochang (2013)
- Suncheon (2018)
- Gangwon Eco-Peace (2019)
- Yeoncheon Imjin-Fluss (2019)

## Syrien
- Lajat (2009)

## Thailand
- Sakaerat (1976)
- Hauy Tak Teak (1977)
- Mae Sa-Kog Ma (1977)
- Ranong (1997)

## Türkei
- Camili (2005)

## Turkmenistan
- Repetek (1978)

## Usbekistan
- Tschatkal (1978)

## Vereinigte Arabische Emirate
- Marawah (2007)
- Wadi Wuraya (2018)

## Vietnam
- Can Gio-Mangroven (2000)
- Cat Tien (2001)
- Cát Bà (2004)
- Cu Lao Cham – Hoi An (2009)
- Delta des Roten Flusses (2004)
- Mui-Ca-Mau (2009)
- Kien Giang (2006)
- West-Nghe An (2007)
- Langbiang (2015)